# Organizacija afričkog jedinstva
Organizacija afričkog jedinstva je organizacija osnovana 25. svibnja 1963. u gradu Adis Abebi.
Osnovana je radi borbe za potpunu dekolonizaciju Afrike, ali i za ujedinjenje i suradnju zemalja Afrike na svim područjima ljudske djelatnosti. Poticanje suradnje među afričkim državama pretvara OAJ u ekonomsku integraciju koja teži stvaranju jedinstvenoga afričkog tržišta, bez protekcionističkih i drugih ograničenja u međunarodnoj trgovini.
Od 54 države Afrike, 53 su bile članovi. Maroko je otišao nakon što je primljena Zapadna Sahara.

Raspuštena je 9. srpnja 2002. Raspustio ju je Thabo Mbeki. Zamijenila ju je Afrička unija.